# Tales of Wonder
Tales of Wonder fue la primera revista británica profesional de ciencia ficción que se publicó desde 1937 hasta 1942; tuvo como editor a Water Gillings. Aunque fue precedida entre 1934 y 1945 por Scoops, ésta fue más un periódico para niños que una revista.

## Historia de la publicación
Amazing Stories, la primera revista estadounidense de ciencia ficción, se importó en el Reino Unido desde su lanzamiento en 1926, mientras que otras revistas del mercado de los Estados Unidos también estaban disponibles en aquel país desde sus primeras ediciones. Sin embargo, ninguna revista adscrita a este género se lanzó sino hasta 1934, cuando Pearson publicó Scoops, un semanario en formato tabloide cuyo mercado meta era el juvenil. Pronto, el editor de Scoops Haydn Dimmock empezó a recibir historias más sofisticadas que se dirigían a un público adulto; tras esto, intentó cambiar el enfoque de la revista para incluir más ficción madura, pero tras veinte números con cifras de ventas a la baja, Pearson decidió cerrar la revista. El fracaso de Scoops dio a los editores británicos la impresión de que Gran Bretaña no podía apoyar una publicación de ciencia ficción.
El primer número de Tales of Wonder se lanzó en junio de 1937; tenía un formato pulp estándar de 128 páginas y un precio de 1 chelín. La ilustración de la portada fue autoría de John Nicolson e ilustraba Superhuman de Geoffrey Armstrong.
El último se imprimió en la primavera de 1942 con la edición #16; en la portada de este número los editores explican la razón de su desaparición:

«Since this issue went to press, we have been obliged —owing to paper restrictions and war conditions generally— to discontinue this magazine while the war lasts. No further issue will appear until peace comes when we hope to resume publication as before».
«Desde que este número se fue a la imprenta, nos hemos visto obligados —debido a las restricciones del papel y las condiciones de la guerra en general— a suspender esta revista mientras dure la guerra. Ningún número aparecerá hasta que se alcance la paz, donde esperamos reanudar la publicación».